# 1963-as argentin labdarúgó-bajnokság (első osztály)
Az 1963-as Primera División volt a 72. alkalommal megrendezett, legmagasabb szintű labdarúgó-bajnokság Argentínában.
A címvédő a Boca Juniors volt. A tornát az Independiente csapata nyerte meg, a bajnokság történetében hetedjére.
A bajnokság 1963. április 28-án kezdődött és november 24-én ért véget.

## Tabella
| Hely. | Csapat                  | M  | Gy | D  | V  | G+ | G– | Gk  | P  | Továbbjutás vagy kiesés                         |
| ----- | ----------------------- | -- | -- | -- | -- | -- | -- | --- | -- | ----------------------------------------------- |
| 1.    | Independiente (B)       | 26 | 14 | 9  | 3  | 53 | 25 | +28 | 37 | Bajnokcsapat; kvalifikált a Copa Libertadoresbe |
| 2.    | River Plate             | 26 | 13 | 9  | 4  | 48 | 23 | +25 | 35 |                                                 |
| 3.    | Racing Club             | 26 | 11 | 8  | 7  | 43 | 32 | +11 | 30 |                                                 |
| 4.    | Boca Juniors            | 26 | 12 | 6  | 8  | 30 | 29 | +1  | 30 |                                                 |
| 5.    | Atlanta                 | 26 | 12 | 4  | 10 | 35 | 37 | −2  | 28 |                                                 |
| 6.    | Huracán                 | 26 | 8  | 11 | 7  | 36 | 31 | +5  | 27 |                                                 |
| 7.    | Banfield (F)            | 26 | 7  | 11 | 8  | 36 | 27 | +9  | 25 |                                                 |
| 8.    | San Lorenzo             | 26 | 9  | 7  | 10 | 37 | 46 | −9  | 25 |                                                 |
| 9.    | Estudiantes (LP)        | 26 | 9  | 6  | 11 | 37 | 43 | −6  | 24 |                                                 |
| 10.   | Rosario Central         | 26 | 6  | 10 | 10 | 34 | 43 | −9  | 22 |                                                 |
| 11.   | Argentinos Juniors      | 26 | 5  | 12 | 9  | 28 | 43 | −15 | 22 |                                                 |
| 12.   | Gimnasia y Esgrima (LP) | 26 | 7  | 7  | 12 | 33 | 41 | −8  | 21 |                                                 |
| 13.   | Vélez Sarsfield         | 26 | 5  | 10 | 11 | 32 | 44 | −12 | 20 |                                                 |
| 14.   | Chacarita Juniors       | 26 | 4  | 10 | 12 | 25 | 43 | −18 | 18 |                                                 |